# 유럽 고속도로 13호선
유럽 고속도로 13호선(European route E13)은 영국의 동커스터를 출발하여, 런던까지 이어주는 총 연장 230km의 거리를 가진 국제 E-road 네트워크 간선 도로망이다. 그러나 이 도로는 유럽 고속도로 32호선과 마찬가지로 영국 관내에서만 통과하는 도로망이기도 하며 전 구간이 M1 모터웨이의 일부로 구성되어 있는 것으로 보이게 되며, 사우스요크셔주에서 런던 사이의 구간만 이에 해당되기도 한다. 다만, 영국 정부가 E-road 네트워크에 참여하게 되어 있는 상태임에도 불구하고, E-routes 표기 체계는 영국 내부에는 따로 붙어 있지 않는다.

## 주요 경유지
- 영국 : 동커스터 - 셰필드 - 노팅엄 - 레스터 - 노샘프턴 - 루턴 - 런던 (총 연장 : 277 km/172 mi)